# 안전운전 365일
《안전운전 365일》은 대한민국의 KBS에 방송되었던 교양 칼럼 프로그램이다.

## 기획 의도
자동차 등록대수 늘어나는 추세로 인한, 운전자들의 관한 수칙에 따라 종합 구성을 만든다.

## 방송 시간
- KBS 1TV - 1989년 3월 ~ 1990년 11월 : 매주 월 ~ 토 오전 8시 40분 ~ 8시 45분
- KBS 2TV - 1990년 11월 ~ 1992년 10월 2일 : 매주 월 ~ 금 밤 10시 55분 ~ 11시 05분
- KBS 2TV - 1993년 5월 ~ 1993년 10월 15일 : 매주 월 ~ 금 저녁 9시 20분 ~ 9시 25분

## 같이 보기
- 맨 인 블랙박스 (SBS, 2016년 이후)
- 도로교통안전협회
- 교통안전진흥공단
- 운전